# Série blême (Vian)
Pour l’article homonyme, voir Série blême.
Série blême est une pièce de théâtre de Boris Vian écrite en 1952 selon les sources, ou en 1954. Mais ce n'est qu'en 1970 que la pièce a été publiée chez Christian Bourgois. Elle a été jouée pour la première fois en 1974, à Nantes.

## Description
Cette pièce en trois actes est une tragédie en alexandrins dont il existe trois versions. La première est rédigée en prose dans un style châtié. La seconde, en alexandrins propres à « décourager Corneille ou Racine de poursuivre leur carrière (...) et enfin la version définitive, également en alexandrins avec la translation du rôle principal (James Monroe) en un argot d'une absolue perfection. »
Noël  Arnaud qualifie cette pièce de « tragédie d'abattoir », le personnage principal ayant emporté comme livre de référence Le Petit traité du parfait criminel.
Le personnage principal est un assassin qui va perpétrer environ une douzaine de meurtres par asphyxie, pendaison, explosifs, poison, poignard, arrachage de langue et toute cruauté possible. Ce Monroe, qui est le frère de Marilyn Monroe, ressemble aux personnages de la Série noire à laquelle Boris Vian a beaucoup collaboré. Mais celui-ci en rajoute car « quand le rideau tombe, quarante autres personnes vont y passer. »
Représentée à Nantes en 1974, il lui manque, selon Noël Arnaud, des sous-titres à l'usage de spectateurs

## L'assassin et le langage des personnages
James Monroe est un écrivain, auteur de la Série noire, qui va chercher le repos dans un chalet de  montagne. Mais un avion vient s'écraser non loin de son refuge et les survivants viennent troubler sa tranquillité, de sorte qu'il les occit les uns après les autres : guides, soldats, pilote.
Un des survivants nommé porte le nom de Coccyx, et un autre  nommé Titan, a perdu son pantalon. Il demande à James : « Monsieur, pour le falzar - Pourriez-vous m'indiquer le plus proche bazar- Ma bestiole se gèle », à quoi James répond : « Je vais vous dégauchir des tas de beaux bénouzes- Mais gorgeonnons d'abord au blaze à la Pérouse (femme décédée). »